# Mammaste
Mammaste är en ort i Estland. Den ligger i Põlva kommun och landskapet Põlvamaa, i den sydöstra delen av landet, 200 km sydost om huvudstaden Tallinn. Mammaste ligger 74 meter över havet och antalet invånare är 616.
Terrängen runt Mammaste är platt. Runt Mammaste är det tätbefolkat, med 427 invånare per kvadratkilometer. Närmaste större samhälle är Põlva, 1,6 km sydost om Mammaste. I omgivningarna runt Mammaste växer i huvudsak blandskog.